# Amomum hainanense
Amomum hainanense là một loài thực vật có hoa trong họ Gừng. Loài này được Yu‐Shi Ye, Jing‐Ping Liao và Pu Zou mô tả khoa học đầu tiên năm 2014 dưới danh pháp Elettariopsis angustifolia.
Loài này có quan hệ họ hàng gần với A. repoeense và A. plicatum, nhưng có thể được phân biệt với các loài này ở chỗ nó thấp hơn và có ít hoa nở đồng thời (chỉ 2 hoa), lưỡi bẹ dạng màng và các gờ của quả 6-8 cánh (không 9 cánh).

## Phân bố
Loài này có ở đảo Hải Nam, Trung Quốc.